# Claudia Quinta (III sec. a.C.)
Claudia Quinta (III secolo a.C.) è stata una matrona romana.

## Biografia

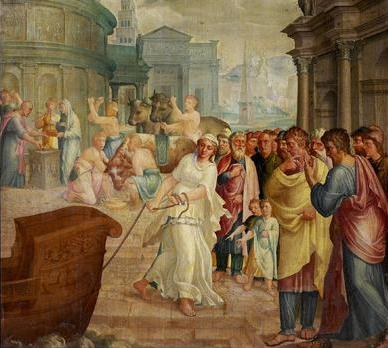
La leggenda di Claudia Quinta in un dipinto di Lambert Lombard

Ovidio scrive che Claudia Quinta fu una donna virtuosa e di bell'aspetto, la cui reputazione era ingiustamente attaccata per il suo abbigliamento e il suo portamento: tra le altre cose la donna era anche falsamente accusata di essere una pettegola.
La sua virtù fu riscattata da un evento miracoloso accaduto nel 204 a.C. durante il trasporto del simulacro della Magna Mater da Pessinunte a Roma: quando la nave su cui viaggiava la statua della dea si incagliò nell'alveo del Tevere, la donna riuscì con le sue sole forze a disincagliarla, grazie all'aiuto della dea, che così fornì al popolo un segno della sua purezza. Sempre grazie ad Ovidio sappiamo che l'episodio era al centro di alcune rappresentazioni teatrali.
Nella tradizione più antica Claudia Quinta era indicata come una matrona, cioè una donna sposata e madre in una famiglia aristocratica; tuttavia, già da Cicerone in poi ella fu confusa oppure identificata con una vergine vestale.

## Fonti
- Ovidio, Fasti, IV, 305-328.